# Serie A2 2011-2012 - Girone B (pallamano maschile)

## Formula
- Prima fase: le 8 squadre partecipanti hanno disputato un girone all'italiana di andata e ritorno; al termine della prima fase le prime quattro squadre classificate si sono qualificata per la poule promozione mentre le ultime quattro squadre classificate si sono qualificate per la poule retrocessione.
- Poule promozione: le 4 squadre partecipanti hanno disputato un girone all'italiana di andata e ritorno; la prima classificata è stata promossa in serie A1 nella stagione successiva.
- Poule retrocessione: le 4 squadre partecipanti hanno disputato un girone all'italiana di andata e ritorno; la squadra classificata all'ultimo posto è stata retrocessa in serie B nella stagione successiva.

## Squadre partecipanti
- Black Devils (Squadra B)
- Malo
- Cellini Padova
- Schio

- Eppan
- Mori (Solarplus)
- San Fior
- Dossobuono

## Prima fase

### Risultati
| andata | 1ª giornata        | ritorno |
| ------ | ------------------ | ------- |
| 34-28  | Eppan - Dossobuono | 29-26   |
| 32-17  | Malo - Padova      | 31-30   |
| 20-24  | Sanfiorese - Mori  | 21-27   |
| 36-26  | Merano - Schio     | 29-23   |

| andata | 4ª giornata         | ritorno |
| ------ | ------------------- | ------- |
| 35-32  | Dossobuono - Malo   | 26-25   |
| 28-25  | Merano - Eppan      | 24-25   |
| 31-29  | Padova - Sanfiorese | 29-26   |
| 27-31  | Schio - Mori        | 28-37   |

| andata | 7ª giornata         | ritorno |
| ------ | ------------------- | ------- |
| 31-26  | Dossobuono - Merano | 29-26   |
| 31-32  | Schio - Padova      | 21-32   |
| 30-27  | Sanfiorese - Malo   | 25-24   |
| 22-25  | Mori - Eppan        | 30-34   |

| andata | 2ª giornata             | ritorno |
| ------ | ----------------------- | ------- |
| 32-34  | Dossobuono - Sanfiorese | 26-38   |
| 18-22  | Padova - Merano         | 17-27   |
| 27-29  | Mori - Malo             | 26-30   |
| 25-30  | Schio - Eppan           | 26-31   |

| andata | 5ª giornata         | ritorno |
| ------ | ------------------- | ------- |
| 40-29  | Dossobuono - Schio  | 30-27   |
| 32-31  | Eppan - Malo        | 33-34   |
| 33-27  | Sanfiorese - Merano | 22-28   |
| 33-24  | Mori - Padova       | 32-23   |

| andata | 3ª giornata        | ritorno |
| ------ | ------------------ | ------- |
| 30-34  | Mori - Dossobuono  | 34-32   |
| 27-24  | Malo - Merano      | 29-22   |
| 32-22  | Sanfiorese - Schio | 32-28   |
| 27-25  | Eppan - Padova     | 23-17   |

| andata | 6ª giornata         | ritorno |
| ------ | ------------------- | ------- |
| 32-33  | Padova - Dossobuono | 30-31   |
| 37-28  | Malo - Schio        | 22-20   |
| 26-23  | Eppan - Sanfiorese  | 27-28   |
| 29-31  | Merano - Mori       | 25-38   |

### Classifica
|  | Pos. | Squadra          | Pt | G  | V  | N | P  | GF  | GS  | DR  |
|  | ---- | ---------------- | -- | -- | -- | - | -- | --- | --- | --- |
|  | 1.   | Eppan            | 33 | 14 | 11 | 0 | 3  | 401 | 367 | +34 |
|  | 2.   | Malo             | 29 | 14 | 10 | 0 | 4  | 411 | 374 | +37 |
|  | 3.   | Dossobuono       | 28 | 14 | 9  | 0 | 5  | 433 | 426 | +7  |
|  | 4.   | Mori             | 26 | 14 | 9  | 0 | 5  | 422 | 381 | +41 |
|  | 5.   | San Fior         | 20 | 14 | 7  | 0 | 7  | 392 | 379 | +13 |
|  | 6.   | Black Devils (B) | 19 | 14 | 6  | 0 | 8  | 373 | 374 | -3  |
|  | 7.   | Cellini Padova   | 13 | 14 | 4  | 0 | 10 | 357 | 398 | -41 |
|  | 8.   | Schio            | 0  | 14 | 0  | 0 | 14 | 361 | 451 | -90 |

Legenda:

      Qualificate alla Poule promozione
      Qualificate alla Poule retrocessione

## Poule promozione

### Risultati
| andata | 1ª giornata       | ritorno |
| ------ | ----------------- | ------- |
| 22-26  | Eppan - Mori      | 23-24   |
| 32-22  | Malo - Dossobuono | 32-27   |

| andata | 2ª giornata        | ritorno |
| ------ | ------------------ | ------- |
| 36-27  | Mori - Malo        | 35-34   |
| 23-26  | Dossobuono - Eppan | 24-32   |

| andata | 3ª giornata       | ritorno |
| ------ | ----------------- | ------- |
| 36-25  | Mori - Dossobuono | 30-34   |
| 25-23  | Malo - Eppan      | 30-35   |

### Classifica
|  | Pos. | Squadra    | Pt | G | V | N | P | GF  | GS  | DR  |
|  | ---- | ---------- | -- | - | - | - | - | --- | --- | --- |
|  | 1.   | Mori       | 12 | 4 | 4 | 0 | 0 | 122 | 97  | +25 |
|  | 2.   | Malo       | 9  | 4 | 3 | 0 | 1 | 116 | 108 | +8  |
|  | 3.   | Eppan      | 3  | 4 | 1 | 0 | 3 | 94  | 98  | -4  |
|  | 4.   | Dossobuono | 0  | 4 | 0 | 0 | 4 | 97  | 126 | -29 |

Legenda:

      Promossa in Serie A1 2012-2013

## Poule retrocessione

### Risultati
| andata | 1ª giornata        | ritorno |
| ------ | ------------------ | ------- |
| 25-14  | Sanfiorese - Schio | 27-21   |
| 32-20  | Merano - Padova    | 16-26   |

| andata | 2ª giornata         | ritorno |
| ------ | ------------------- | ------- |
| 20-29  | Schio - Merano      | 25-33   |
| 21-22  | Padova - Sanfiorese | 21-24   |

| andata | 3ª giornata         | ritorno |
| ------ | ------------------- | ------- |
| 27-28  | Schio - Padova      | 26-27   |
| 21-29  | Merano - Sanfiorese | 22-30   |

### Classifica
|  | Pos. | Squadra          | Pt | G | V | N | P | GF  | GS  | DR  |
|  | ---- | ---------------- | -- | - | - | - | - | --- | --- | --- |
|  | 1.   | San Fior         | 18 | 6 | 6 | 0 | 0 | 157 | 120 | +37 |
|  | 2.   | Black Devils (B) | 9  | 6 | 3 | 0 | 3 | 153 | 150 | +3  |
|  | 3.   | Cellini Padova   | 9  | 6 | 3 | 0 | 3 | 143 | 147 | -4  |
|  | 4.   | Schio            | 0  | 6 | 0 | 0 | 6 | 133 | 169 | -36 |

Legenda:

      Retrocessa in Serie B 2012-2013

## Verdetti
- Mori: promossa in Serie A1 2012-2013.
- Schio: retrocessa in Serie B 2012-2013.